# Chorthippus angulatus
Chorthippus angulatus är en insektsart som beskrevs av Yu S. Tarbinsky 1927. Chorthippus angulatus ingår i släktet Chorthippus och familjen gräshoppor. Inga underarter finns listade i Catalogue of Life.